# NGC 2363
NGC 2363 est une galaxie irrégulière naine située dans la constellation de la Girafe. NGC 2363 a été découverte par l'astronome britannique Ralph Copeland en 1874.

## Caractéristiques

### Distance
La distance calculée en utilisant le décalage vers rouge pour cette galaxie donne un résultat faux, parce que la loi de Hubble-Lemaître ne peut s'appliquer qu'à des galaxies lointaines. La distance de 2,3 millions d'années-lumière obtenue placerait NGC 2363 à l'intérieur du groupe local de galaxies, ce qui ne semble pas être le cas.

### Identification erronée
Plusieurs identifient à tort NGC 2363 comme la région HII Mrk 71, aussi une région de formation d'étoiles, à l'intérieur de NGC 2366. Cependant, dans les notes de Copeland, il est clair que la galaxie NGC 2366 observée par Herschel était la tache brillante près de l'extrémité sud de la galaxie qu'il observait (voir NGC 2366 pour plus de détails sur la région Mrk 71).